# Вавель (Краків)
Військовий спортивний клуб «Вавель» Краків (пол. Wojskowy Klub Sportowy «Wawel» Kraków) — польський футбольний клуб з міста Краків, заснований у 1919 році. Виступає в Класі А. Домашні матчі приймає на однойменному стадіоні, місткістю 4 000 глядачів.

## Досягнення
- Екстракляса
  - Срібний призер: 1953
- Кубок Екстракляси
  - Володар: 1952.